# Ernst Strohschneider
Ernst Strohschneider (Aussig an der Elbe, 1886. szeptember 6. – Motta di Livenza, Olaszország, 1918. március 21.) az első világháború egyik legeredményesebb osztrák-magyar katonai pilótája volt, élete során 15 igazolt légi győzelmet aratott.

## Élete
Ernst Strohschneider 1886. szeptember 6-án született a csehországi Aussig an der Elbe (ma: Ústí nad Labem) városában, jómódú, nemesi szudétanémet családban. Fiatalkoráról nem állnak rendelkezésre információk, az első ismert adat, hogy 1914. január 1-én tartalékos főhadnaggyá léptették elő, vagyis már korábban a császári és királyi haderő kötelékében szolgált. A világháború kitörésekor egységét, a 28. gyalogezredet az orosz frontra küldték, a 2. zászlóalj kivételével (itt szolgált Strohschneider), amelyet a szerbek ellen vetettek be. Augusztus 28-án megsebesült a combján. Amikor felgyógyult, áthelyezték a szintén a szerb fronton harcoló 42. gyalogezredhez. Az ezredet 1914 telén Galíciába vezényelték át, ahol Strohschneider 1915. február 9-én sebesülést szenvedett a térdén. Szeptember 19-én a géppuskás osztag parancsnokaként ismét megsebesült és az oroszok elfogták, ám sikerült megszöknie és visszatérnie az osztrák-magyar vonalakhoz. Felépülése után kérte a frontszolgálatba való visszahelyezését, de a parancsnokság sebesülései miatt alkalmatlannak nyilvánította. Ezután a Légjárócsapatokhoz jelentkezett, ahol elvégezte a megfigyelőtiszti tanfolyamot és 1916 márciusában Dél-Tirolba, a Heinrich Kostrba parancsnoksága alatt lévő 23. repülőszázadhoz irányították. Elsősorban felderítő és bombázóbevetéseken vett részt. 1916. június 15-én jelentette egy olasz repülőcsónak lelövését, de a légi győzelmet nem sikerült igazolni. Július 19-én áthelyezték a 28. repülőszázadhoz, majd röviddel később pilótatanfolyamra küldték. Igazolványát 1917. január 30-án kapta meg és február 1-én az akkor megszervezett I. repülőezred 101. bombázószázadához irányították. Hansa-Brandenburg D.I-es vadászával főleg kísérőfeladatokat kapott. Április 17-én gépe lezuhant és összetört, de Strohschneider épségben megúszta a balesetet. Június 3-án és 21-én egy repülőcsónak és egy Farman lelövésével megszerezte első igazolt légi győzelmeit. 
1917 augusztusában átvezényelték a 42. vadászrepülő-századhoz parancsnokhelyettesnek. Szeptember 23-án Udvardy Nándor társaságában Nova Gorica térségében előbb egy Savoia-Pomilio felderítőt, majd egy SPAD vadászt kényszerített földre. Három nappal később, szeptember 26-án Valle di Ronchi fölött egy újabb SPAD-ot lőtt le, ezzel megszerezte az ászpilótai státuszhoz szükséges ötödik légi győzelmet. 1917 októberében és novemberében újabb hat légi győzelmet könyvelhetett el, ebből négyet Gräser Ferenccel közösen. December 28-án kinevezték az akkor megalakított 61. vadászrepülő-ezred parancsnokává. Hatvan évvel később Julius Arigi így beszélt róla egy interjúban: A tisztek merev elkülönülése a saját legénységüktől meglehetősen kiábrándító dolog volt... Az általam ismert tisztek közül ő (Strohschneider) bánt legcudarabbul a beosztottjaival.  1918 januárjától nem hivatalosan ellátta az ugyanazon a Motta di Livensa-i repülőtéren állomásozó 63. vadászrepülő-század vezetését is, ugyanis az addigi parancsnok, Karl Nikitsch súlyos balesetet szenvedett.  
1918. január 26-án egy olasz hidroplánnal, 30-án egy Sopwith felderítővel, február 24-én egy Macchi M5 repülőcsónakkal bővült győzelemlistája. Utolsó győztes légi csatáját március 16-án vívta: Casonetti térségében lelőtt egy olasz Ansaldo SVA felderítőt. Ezeket a sikereket Gräser Ferenccel egy kötelékben érte el. 
1918. március 21-én este öt gépből álló köteléket vezetett éjszakai bevetésre. A visszatéréskor a landolás során Strohschneider Phönix D.I vadászgépe a földnek ütközött, összetört, ő pedig a helyszínen belehalt sérüléseibe.        

## Kitüntetései
- Lipót-rend lovagkeresztje hadidíszítménnyel, kardokkal
- Vaskorona-rend III. osztálya hadidíszítménnyel, kardokkal
- Katonai Érdemkereszt III. osztálya hadidíszítménnyel, kardokkal (kétszer)
- Ezüst Katonai Érdemérem hadiszalagon, kardokkal
- Bronz Katonai Érdemérem hadiszalagon, kardokkal
- Károly Csapatkereszt

## Győzelmei
| Sorszám | Idő                  | Egység           | Repülő         | Ellenfél       |
| ------- | -------------------- | ---------------- | -------------- | -------------- |
| 1       | 1917. június 3.      | ?                | Llyod C.III    | Hidroplán      |
| 2       | 1917. június 21.     | ?                | Lloyd C.III    | Farman         |
| 3       | 1917. szeptember 23. | 42. vadászszázad | Lloyd C.III    | SPAD Felderítő |
| 4       | 1917. szeptember 23. | 42. vadászszázad | Lloyd C.III    | Savoia-Pomilio |
| 5       | 1917. szeptember 26. | 42. vadászszázad | Lloyd C.III    | SPAD Felderítő |
| 6       | 1917. október 3.     | 42. vadászszázad | Albatros D.III | SPAD 2         |
| 7       | 1917. október 25.    | 42. vadászszázad | Albatros D.III | Hidroplán      |
| 8       | 1917. október 26.    | 42. vadászszázad | Albatros D.III | Hidroplán      |
| 9       | 1917. október 27.    | 42. vadászszázad | Albatros D.III | Hidroplán      |
| 10      | 1917. november 15.   | 42. vadászszázad | Albatros D.III | Sopwith        |
| 11      | 1917. november 29.   | 61. vadászszázad | Albatros D.III | SAML           |
| 12      | 1918. január 26.     | 61. vadászszázad | Albatros D.III | Sopwith 2      |
| 13      | 1918. január 30.     | 61. vadászszázad | Albatros D.III | Macchi M5      |
| 14      | 1918. február 24.    | 61. vadászszázad | Albatros D.III | Ansaldo SVA    |
| 15      | 1918. március 16.    | 61. vadászszázad | Albatros D.III | Ansaldo SVA    |